# مستشفى جامعة كولورادو
مستشفى جامعة كولورادو (الذي كان يُعرف سابقًا باسم مستشفى كولورادو العام) (بالإنجليزية: University of Colorado Hospital)‏، هو جزء من يو سي هيلث (جامعة كولورادو للصحة) وهو مركز للطوارئ من الدرجة الأولى والمستشفى التدريسي الرئيسي لكلية الطب بجامعة كولورادو، ويقع في أورورا، كولورادو.
في تصنيف مستشفيات الولايات المتحدة والعالم لعامي 2017-2018، حصل مستشفى جامعة كولورادو على الترتيب في الخمسين الأوائل لـ 11 تخصصًا طبيًا وصنّف كالمستشفى الكلي رقم 15 للبالغين في البلاد.
| تخصص                      | تصنيف  |
| ------------------------- | ------ |
| سرطان                     | رقم 29 |
| أمراض القلب وجراحة القلب  | رقم 32 |
| مرض السكري والغدد الصماء  | #6     |
| أمراض الكلى               | رقم 11 |
| أمراض الرئة               | #1     |
| أمراض الجهاز الهضمي       | رقم 16 |
| طب الشيخوخة               | رقم 32 |
| أمراض النساء              | #43    |
| طب الأعصاب وجراحة الأعصاب | رقم 28 |
| طب العظام                 | رقم 18 |
| جراحة المسالك البولية     | رقم 38 |

في عام 2005، تمت إعادة تصنيف مستشفى جامعة كولورادو يوسيهالث من قبل المركز الأمريكي للتصديق الفني للممرضات (ANCC) كمرفق مغناطيسي. وفي عام 2010، حصل المستشفى على إعادة تصنيفه الثالثة للحصول على وضع مغناطيسي. حالياً، يسعى المستشفى للحصول على إعادة تصنيفه الرابع للحصول على وضع مغناطيسي.

## تصنيفات سلامة المستشفى
تقييم سلامة المستشفى Leapfrog هو خدمة عامة تقدمها مجموعة Leapfrog، وهي منظمة غير ربحية مستقلة ملتزمة بتعزيز الجودة والسلامة والشفافية في نظام الرعاية الصحية في الولايات المتحدة. لخريف عام 2021، حافظ مستشفى جامعة كولورادو يوسيهالث على تصنيفه 'D'، حيث 'A' هو أعلى تصنيف ممكن و 'F' هو الأدنى.

## المرافق
- جناح أنشوتز للمرضى الداخليين
- جناح أنشوتز للمرضى الخارجيين
- جناح أنشوتز للسرطان
- معهد روكي ماونتن ليونز للعيون
- عيادات ماي بونفيس ستانتون
- مركز الإدمان والإدمان والتأهيل
- مركز لون تري الصحي
- ست عيادات للرعاية الأولية تقع في أورورا ودنفر وويستمنستر وبولدر ولون تري

## تاريخ
أنشئ مستشفى جامعة كولورادو الجامعي في 1 أكتوبر 1989 كشركة غير ربحية بموجب قانون من مجلس كولورادو العام، وبعد أن أعلنت المحكمة العليا في كولورادو عدم دستورية القانون في عام 1990، أعيد إنشاءه في عام 1991 كسلطة مستشفى جامعة كولورادو كوكالة حكومية. شكلت يو سي هيلث في 31 يناير 2012 (تعمل تحت التجارة باسم يو سي هيلث منذ عام 2014) كشركة تشغيل مشتركة بين السلطة وPoudre Valley Health (مستشفى Poudre Valley).
في عام 2015، أعلنت أديبتوس هيلث عن شراكة مع يو سي هيلث لتطوير مرافق الرعاية الطارئة في دنفر، وكولورادو سبرينغز، وشمال كولورادو، بما في ذلك 12 غرفة طوارئ قائمة بالفعل بالإضافة إلى اثنتين جديدتين.